# Jordan Jackson
Jordan Jackson (* 19. September 1990) ist eine US-amerikanische Fußballspielerin, die zuletzt in der Saison 2015 bei den Houston Dash in der National Women’s Soccer League unter Vertrag stand.

## Karriere
Während ihres Studiums an der University of Nebraska-Lincoln lief Jackson für die dortige Hochschulmannschaft der Nebraska Cornhuskers auf. Im Januar 2014 wurde sie beim College-Draft der NWSL in der vierten Runde an Position 28 von der Franchise der Houston Dash unter Vertrag genommen und debütierte dort am 12. April im Heimspiel gegen den Portland Thorns FC. Ihr erstes Tor für die Dash erzielte Jackson am 18. Mai gegen den FC Kansas City.